# Schuyler
Schuyler és una població dels Estats Units a l'estat de Nebraska. Segons el cens del 2000 tenia 5.371 habitants.

## Demografia
Segons el cens del 2000, Schuyler tenia 5.371 habitants, 1.748 habitatges, i 1.214 famílies. La densitat de població era de 1.001,8 habitants per km².
Dels 1.748 habitatges en un 37,7% hi vivien nens de menys de 18 anys, en un 55% hi vivien parelles casades, en un 9% dones solteres, i en un 30,5% no eren unitats familiars. En el 25,6% dels habitatges hi vivien persones soles el 16,6% de les quals corresponia a persones de 65 anys o més que vivien soles. El nombre mitjà de persones vivint en cada habitatge era de 3,03 i el nombre mitjà de persones que vivien en cada família era de 3,52.
Per edats la població es repartia de la següent manera: un 29,7% tenia menys de 18 anys, un 10,7% entre 18 i 24, un 28,7% entre 25 i 44, un 16,5% de 45 a 60 i un 14,4% 65 anys o més.
L'edat mediana era de 31 anys. Per cada 100 dones de 18 o més anys hi havia 108,8 homes.
La renda mediana per habitatge era de 37.170 $ i la renda mediana per família de 41.747 $. Els homes tenien una renda mediana de 24.955 $ mentre que les dones 20.615 $. La renda per capita de la població era de 14.376 $. Aproximadament el 6,3% de les famílies i l'11,2% de la població estaven per davall del llindar de pobresa.

## Poblacions properes
El següent diagrama mostra les poblacions més properes.